# Erich Frohwann
Erich Frohwann (* 1. Januar 1902 in Gleiwitz; † 18. Juli 1945 bei Hallwang) war ein deutscher Jurist und Polizeibeamter.

## Leben und Wirken

### Jugend und Ausbildung
Frohwann wurde als Sohn des damaligen Amtsrichters und späteren Landgerichtsrates Max Frohwann geboren. Nach Absolvierung des humanistischen Gymnasiums nahm er im Jahr 1922 das Studium Rechtswissenschaften an der Rechts- und Staatswissenschaftlichen Fakultät der Universität Breslau auf.
Noch während seiner Schulzeit hatte Grohwann sich im Sommer 1921 mit einem Freikorps am Selbstschutz in Oberschlesien während der deutsch-polnischen Grenzkämpfe dieses Jahres beteiligt.
Im Mai 1928 beantragte Frohwann die Promotion zum Doktor der Rechtswissenschaften. Seine fertiggestellte Arbeit reichte er im April 1929 bei der Fakultät ein. Er schloss sein Promotionsverfahren schließlich nach der mündlichen Prüfung, die er am 21. Februar 1930 bestand, mit der Ernennung zum Dr. jur. im Jahr 1930 ab.

### Laufbahn im Polizeidienst
Bereits im Mai 1929, noch vor Abschluss seines Promotionsverfahrens, wurde Frohwann zur Kriminalpolizei einberufen. Nachdem er die Ausbildung zum Kriminalkommissar durchlaufen hatte, wurde Frohwann am 15. September 1932 ins Polizeipräsidium Berlin versetzt. Dort wurde er in der Abteilung IA bei der polizeilichen Überwachung und Bekämpfung von Linksextremisten eingesetzt.
Zum 29. April 1933 wurde Frohwann in das neugegründete Geheime Staatspolizeiamt übernommen. Laut dem Geschäftsverteilungsplan des Amtes vom Januar 1934 leitete er zu diesem Zeitpunkt den Außendienst des Dezernates II F, das für die Bereiche „Ausland, Ausländer, Auslandsdeutsche, Grenzland, nationale Minderheiten, Danzig, Memelland, Österreich, Russen“ und „Emigranten, Juden, Freimaurer“ zuständig war.
Zum 1. Mai 1934, nach der Übernahme des Geheimen Staatspolizeiamtes durch die SS, wurde Frohwann, zu dieser Zeit noch kein SS-Angehöriger, zur Stapostelle Magdeburg versetzt. 
Zum 13. April 1937 trat Frohmann in die SS ein (SS-Nummer 307.428). Am 17. Juli 1937 beantragte er die Aufnahme in die NSDAP und wurde rückwirkend zum 1. Mai desselben Jahres aufgenommen (Mitgliedsnummer 5.708.289).
1941 wurde Frohwann im Polizeidienst zum Kriminalrat befördert. Im Juli 1942 zog er von Memel nach Wilhelmshaven, wo er von März 1943 bis Mai 1944 am Rathausplatz 4 gemeldet war, um dann nach Prag zu gehen.
1941 leitete Frohwann als Kriminalkommissar das Grenzpolizeikommissariat (GPK) Memel im Memelland. In dieser Stellung unterstand er der Stapostelle Tilsit, die die polizeilichen Maßnahmen im größten Teil des deutsch-litauischen Grenzgebietes koordinierte. Frohwann stellte laut Patrick Tobins Studie zum Ulmer Einsatzgruppen-Prozess von 1958 den äußersten Außenposten des NS-Staates am Vorabend des deutschen Angriffs auf die Sowjetunion dar.
Nach dem deutschen Überfall auf die Sowjetunion im Juni 1941 gehörte Frohwann als Leiter des GPK-Memel zu einer kleinen Gruppe leitender Polizeifunktionäre, der die Exekution der jüdischen Bevölkerung der litauischen Stadt Garsden, die sich an der anderen Seite der Grenze bei seiner Dienststelle befand, veranlasste und ausführte. Auf Frohwanns Befehl hin verhafteten seine Untergebenen nach dem deutschen Angriff auf die Sowjetunion alle Juden von Garsden, derer sie habhaft werden konnten. Sie durchsuchten systematisch die Häuser der Stadt nach Juden und bewachten die gefangenengesetzten Opfer anschließend bis zu ihrer Erschießung. Frohwann war es auch, der seinen Vorgesetzten das Datum und den Ort der auszuführenden Exekutionen vorschlug. 
Laut Tobin machte Frohwanns Verstrickung in die Erschießungen in Garsden ihn zu einem integralen Mitglied der Führung des zu dieser Zeit aufgestellten Einsatzkommandos Tilsit, das in der Folgezeit für zahlreiche Massenerschießungen von Juden und anderen Personen verantwortlich war. Frohwann war in der Folgezeit in eine Anzahl weiterer Massaker, die dieses Kommando verübte, verwickelt.
Im weiteren Verlauf des Zweiten Weltkrieges nahm Frohwann noch an verschiedenen weiteren Sicherheitspolizeieinsätzen an der Ostfront teil.
1944 wurde Frohwann zur Einsatzgruppe H in die Erste Slowakische Republik abgeordnet.

### Schicksal nach Kriegsende
Nach Ende des Krieges gelangte Frohwann im Zuge der Flucht großer Teile der deutschen Bevölkerung der östlichen Gebiete nach Salzburg. Dort lebte er kurzzeitig als Handelsvertreter.
Am 18. Juli 1945 verübte er auf einem Hügel bei Hallwang am Rande von Salzburg Suizid, indem er sich mit einem Seil an einem Baum erhängte.
Tobin zufolge war die Entscheidung Frohwanns, sich das Leben zu nehmen, dadurch motiviert, dass dieser als Jurist über gründliche Rechtskenntnisse verfügt habe und sich daher über den verbrecherischen Charakter seiner eigenen Verwicklung in das nationalsozialistische Regime ("the criminality of his involvement with the Third Reich") im Klaren gewesen sei. Im Wissen, dass seine Taten der Kriegsjahre ihn jetzt zum Kriegsverbrecher stempelten ([his actions] now marked him as a war criminal), habe er für sich keine Zukunftsaussichten gesehen. Deshalb habe der „niedergeschlagene Holocaust-Täter“ (dejected Holocaust perpetrator) Frohwann es vorgezogen, sich zu töten, um sich einer Bestrafung für seine Taten zu entziehen.

## Publikation
- Über die Herausbildung des Begriffes der Verwaltungspolizei, Dissertation, Quarter Verlag Breslau, 1930